# Refúgio de Vida Silvestre dos Campos de Palmas
O Refúgio de Vida Silvestre dos Campos de Palmas é uma unidade de conservação brasileira de proteção integral à natureza localizada nos municípios paranaenses de Palmas e General Carneiro.

## Histórico
O Refúgio de Vida Silvestre dos Campos de Palmas foi criado através de um decreto sem número emitido pela Presidência da República em 03 de abril de 2006. O decreto listou como principal objetivo a proteção de remanescentes da "estepe gramíneo-lenhosa de floresta ombrófila mista" e áreas de campos úmidos e várzeas, além de permitir a realização de pesquisas científicas e de atividades controladas de educação ambiental.

## Caracterização da área
Campos de Palmas tem uma área de 16,582 ha, sendo que o limite de sua zona de amortecimento é de 500 metros, a partir do seu perímetro.